# Paroisses de Floride

Le « Bonnie Blue Flag ».

Les paroisses de Floride (Florida parishes) sont des paroisses du sud-est de la Louisiane qui faisaient partie de la Floride occidentale au début du XIXe siècle. Contrairement à la plus grande partie de l'État de Louisiane, la région n'était pas incluse dans la vente de la Louisiane en 1803 par Napoléon aux États-Unis, car elle était restée sous contrôle espagnol et n'appartenait plus alors à la France.
Après une rébellion, la région forma l'éphémère république de Floride occidentale en 1810. Le drapeau de la république était connue sous le nom de « Bonnie Blue Flag » et était alors le premier à utiliser l'étoile solitaire comme motif. Ce drapeau flotte encore sur plusieurs bâtiments publics des paroisses de Floride. Plus tard dans la même année, la région fut annexée par les États-Unis et incorporée au territoire d'Orléans.
Les Paroisses de Floride s'étendent de l'État du Mississippi à l'est et au nord jusqu'au fleuve Mississippi à l'ouest et au lac Pontchartrain au sud. La plus grande agglomération est celle de Baton Rouge. St. Tammany Parish fait partie de l'agglomération de la Nouvelle-Orléans.
Les Paroisses de Floride ont une superficie terrestre de 12 134,57 km2 et couvrent 10,75 % du territoire de la Louisiane. Sa population au recensement de 2000 était de 887 444 habitants soit 19,86 % de la population de l'État. 

## Source
- (en) Cet article est partiellement ou en totalité issu de l’article de Wikipédia en anglais intitulé « Florida Parishes » (voir la liste des auteurs).